# Tîranivka, Hmelnîțkîi
Tîranivka (în ucraineană Тиранівка) este un sat în comuna Stufciînți din raionul Hmelnîțkîi, regiunea Hmelnîțkîi, Ucraina.

## Demografie
Componența lingvistică a localității Tîranivka
     Ucraineană (100%)
Conform recensământului din 2001, toată populația localității Tîranivka era vorbitoare de ucraineană (100%).